# برونو بروكس
برونو بروكس (بالإنجليزية: Bruno Brookes)‏ هو مقدم برامج إذاعية وشخصية أعمال بريطاني، ولد في 24 أبريل 1959.